# Abraxas lutea
Abraxas lutea är en fjärilsart som beskrevs av Cockerell. Abraxas lutea ingår i släktet Abraxas och familjen mätare. Inga underarter finns listade i Catalogue of Life.